# Jordi Codina i Rodríguez
Jordi Codina i Rodríguez (Barcelona, 27 d'abril del 1982) és exfutbolista professional català que jugava a la demarcació de porter. Va ser internacional amb la selecció catalana.

## Trajectòria
Va començar a destacar com a futbolista al planter del RCD Espanyol, des d'on es va incorporar el 2002 al Juvenil del Reial Madrid amb 20 anys. Després d'una bona temporada, va aconseguir pujar al Reial Madrid B.
Va debutar a la Segona Divisió a la temporada 2005/06, amb el Reial Madrid Castella, al camp de l'Sporting de Gijón.
A la temporada 2007/08 va aconseguir arribar al primer planter del conjunt blanc, encara que no va gaudir de gaires opcions per jugar en tenir per companys a dos porters de nivell internacional com Iker Casillas i Jerzy Dudek. Va debutar a l'últim partit de la temporada, jugant de titular al Reial Madrid 5 - Llevant UE 2.
A la temporada següent no va disputar cap minut amb el conjunt blanc, sent traspassat al Getafe CF al juny de 2009. El Reial Madrid CF es reservà una opció de compra pel porter barceloní.

## Internacional

### Selecció catalana
El 3 de gener de 2013 va disputar amb la selecció catalana el Trofeu Catalunya Internacional 2012,  contra la selecció de Nigèria, un partit disputat a l'Estadi de Cornellà-El Prat, que va acabar en empat a 1.
El 30 de desembre de 2013 va disputar amb la selecció catalana el Trofeu Catalunya Internacional 2013, un partit contra la selecció de Cap Verd, un partit disputat a l'Estadi Olímpic Lluís Companys de Barcelona, que va acabar amb victòria de la selecció catalana per 4 gols a 1.

## Palmarès
| Títol               | Equip        | País    | Any  |
| ------------------- | ------------ | ------- | ---- |
| Lliga espanyola     | Reial Madrid | Espanya | 2008 |
| Supercopa d'Espanya | Reial Madrid | Espanya | 2008 |